# Laurent Durand-Duclos
Laurent Durand dit Duclos, né en 1771 à Auxerre et mort le 5 décembre 1846 à Paris, est un peintre français.

## Biographie
Edmé Laurent Durand est appelé Durand-Duclos.
Il est élève de Jacques-Louis David pendant quatre années et suit durant trois années les cours d'architecture de Molinon.

Œuvre de Durand-Duclos
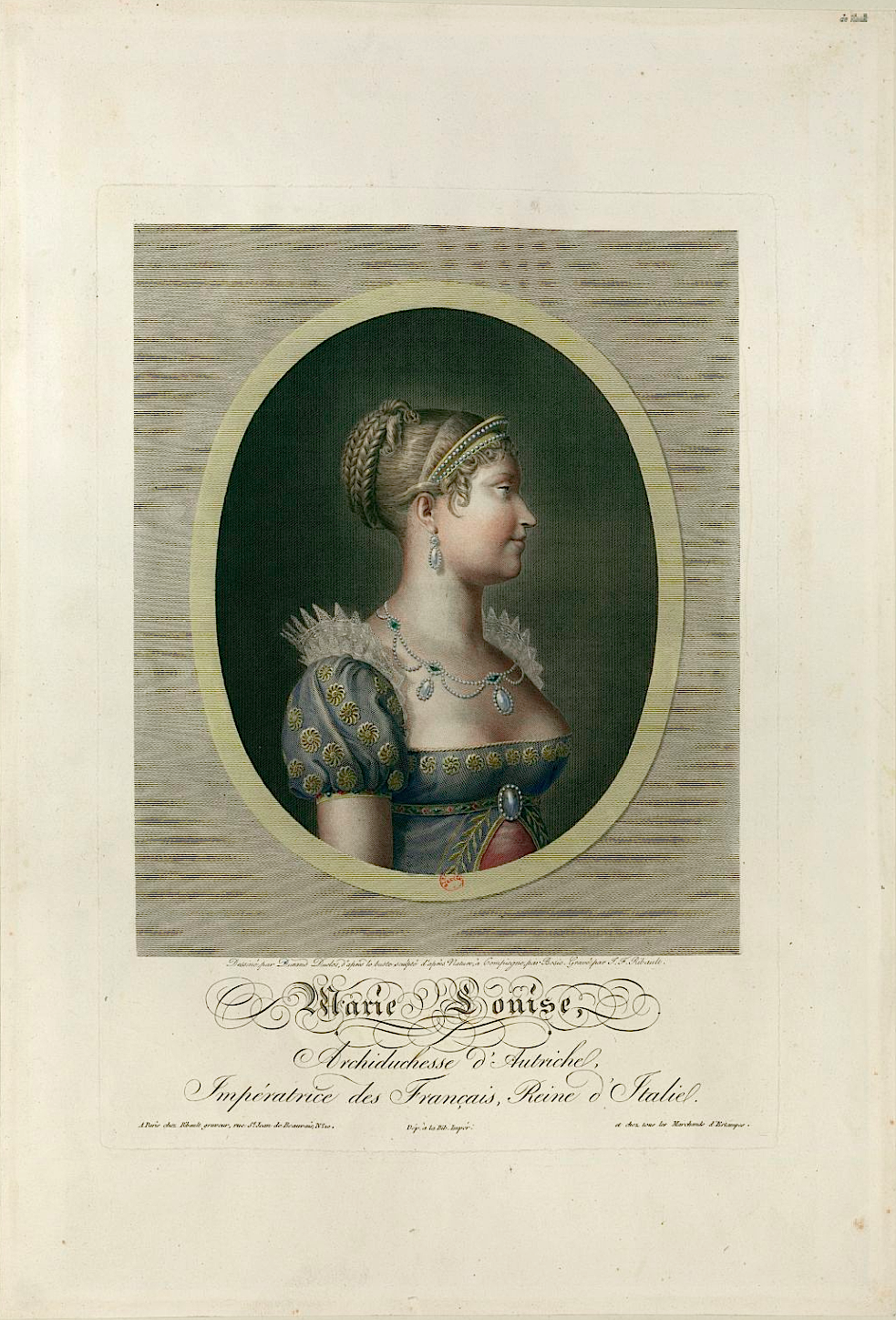
Marie-Louise d'Autriche.

Collectionneur de tableaux et de pierres, il est aussi artiste-appréciateur.
Il compte parmi ses élèves Charles-Émile François et Eugène Louis Henri Chauvin.
Il meurt célibataire à son domicile de la rue des Moulins à l'âge de 75 ans.
Ses œuvres sont dispersées lors d'une vente aux enchères le 18 février 1847.